# A Space to Grow
A Space to Grow ist ein Dokumentar-Kurzfilm von Thomas P. Kelly Jr. aus dem Jahr 1968.

## Inhalt und Hintergrund

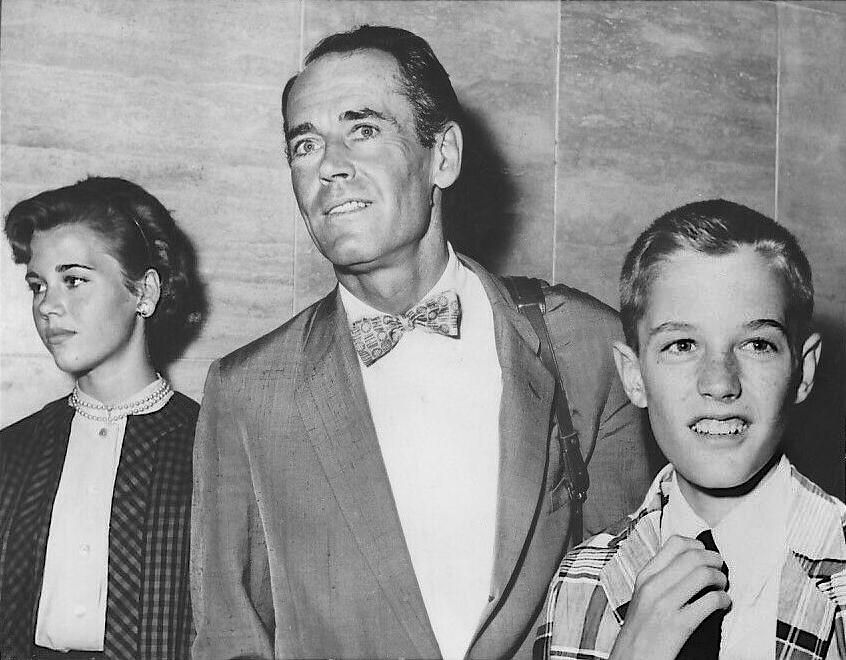
Der weltbekannte Schauspieler Henry Fonda war Sprecher im Dokumentar-Kurzfilm A Space to Grow

Thomas P. Kelly Jr. produzierte den Film über das Projekt Upward Bound des Amtes für wirtschaftliche Chancen (Office of Economic Opportunity), das während der Kampagne Great Society des Präsidenten Lyndon B. Johnson Mitte der 1960er Jahre verschiedene Förderprogramme auflegte. In dem Film erzählte der weltbekannte Schauspieler Henry Fonda über das Upward Bound-Projekt in Chicago.
Upward Bound ist ein am 26. August 1965 gegründetes staatlich finanziertes Bildungsprogramm in den USA, welches zu einer Gruppe von Programmen gehört, die heute als TRiO bezeichnet werden und alle ihre Existenz dem Bundesgesetz über wirtschaftliche Chancen von 1964 (Krieg gegen die Armut) und dem Hochschulgesetz von 1965 (Higher Education Act of 1965) verdanken. Upward-Bound-Programme werden durchgeführt und überwacht durch das US-Gesundheits-, Bildungs- und Wohlfahrtsministerium (Department of Health, Education, and Welfare), das heutige US-Bildungsministerium (US Department of Education). Das Ziel von Upward Bound ist es, bestimmten Kategorien von Schülern bessere Möglichkeiten für den College-Besuch zu bieten. Die Kategorien mit der größten Förderung sind diejenigen mit niedrigem Einkommen, Kinder von Eltern, die kein College besucht haben, und diejenigen, die in ländlichen Gebieten leben.

## Auszeichnungen
Thomas P. Kelly Jr. wurde für A Space to Grow bei der Oscarverleihung 1969 für den Oscar für den besten Dokumentar-Kurzfilm nominiert.